# Franciscus Haraeus
Franciscus Haraeus (Verhaer) (Utrecht ca. 1554/5 – Leuven 11 januari 1631) was een geestelijke en katholiek geleerde uit de Nederlanden, afkomstig uit Utrecht. Op latere leeftijd schreef hij geschiedkundige werken, met name tegen de calvinistische visie op de geschiedenis van de Nederlandse Opstand.
Haeraeus bezocht in Utrecht de (Latijnse) school van de Broeders van het Gemene Leven en studeerde daarna in Leuven bij Johannes Molanus en Thomas Stapleton. In Leuven werd hij opgenomen in het 'Collegium' of 'Domus Pauperum' van Jan Standonck, een soort logement voor arme studenten. Omstreeks 1578 werd hij tot priester gewijd en vervolgde zijn studie aan de universiteit van Dowaai, gesticht in 1559 door Filips II, die een bolwerk van de katholieke contrareformatie was. Dowaai was in 1579 een van de ondertekenaars van de Unie van Atrecht om de katholieke Spaanse vorst en het katholicisme te verdedigen tegen de Nederlandse opstand. Haraeus behaalde er in 1590 het licentiaat in de theologie en doceerde er retorica.

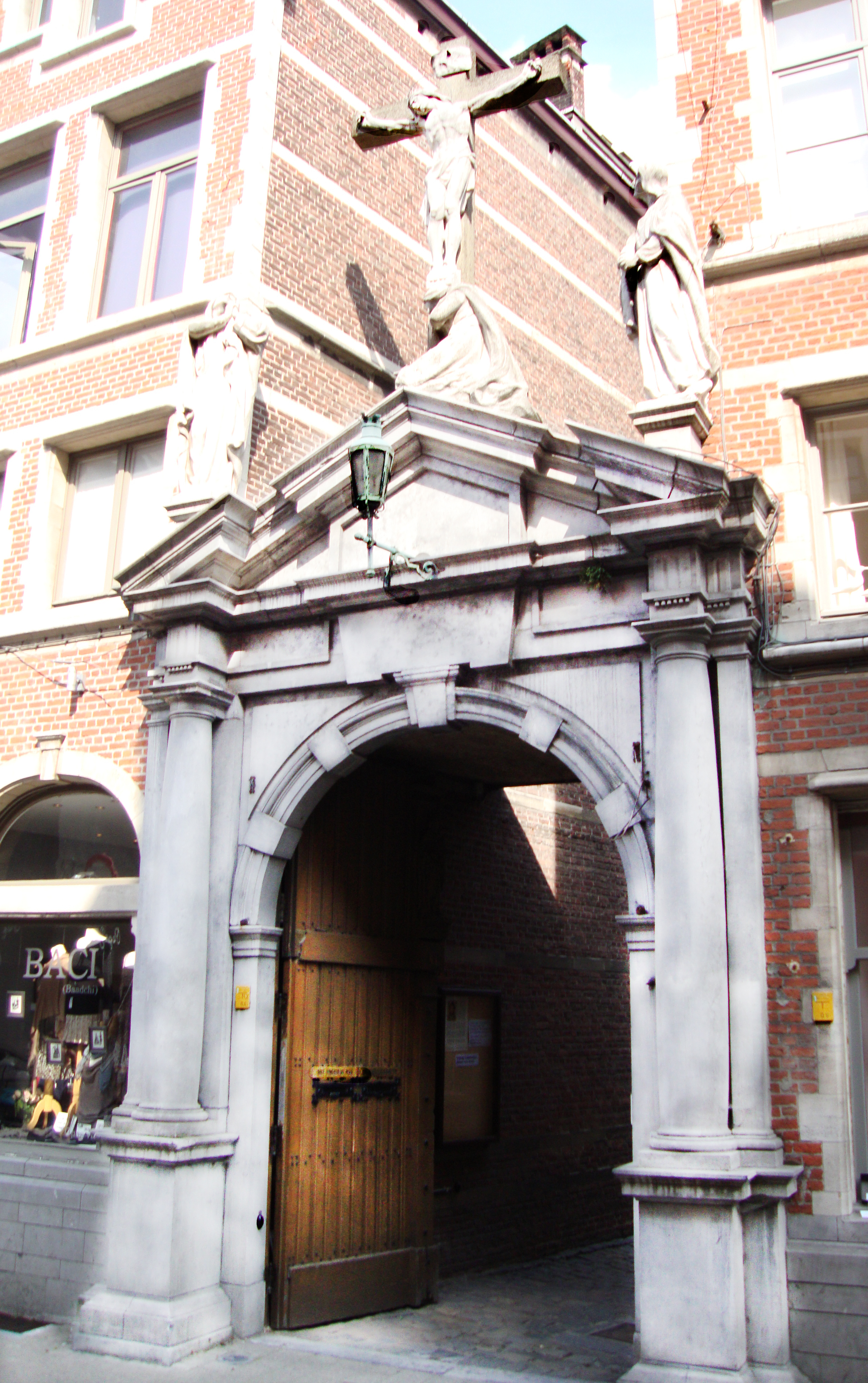
Klooster witzusters te Antwerpen

Naast zijn taak als docent reisde Haraeus veel. Hij maakte reizen naar Zweden, Duitsland, Frankrijk en Italië. In dit laatste land maakte hij kennis met de jezuïet Antonio Possevino die hij in 1581 vergezelde op diens reis als pauselijk gezant naar Polen en Rusland. Terug in de Nederlanden werd Haraeus kanunnik aan de kathedraal van Sint-Jan in 's-Hertogenbosch. Hij was deken van Duinkerke en professor in de theologie aan de abdij van Tongerlo. Van 1604-1609 hield hij zich bezig met de zielzorg in Utrecht, waar hij contact had met de oudheidkundige Arnoldus Buchelius. Bij de wapenstilstand van 1609 vertrok hij definitief uit Utrecht naar de Spaanse Nederlanden. Van 1609-1617 was Haraeus rector van de Witzusters in Antwerpen. Hij was nog korte tijd kanunnik in Namen, maar woonde sinds 1621/23 in Leuven, waar hij een prebende genoot en kanunnik van Sint-Jacob was.
Haraeus overleed op 11 januari 1631 in Leuven en ligt begraven in de Sint-Pieterkerk, nabij zijn vroegere leermeester Thomas Stapleton. Zijn zinspreuk was: Dextrè et gnaviter (schrander en naarstig). Men dient hem niet te verwarren met de theoloog Florentius Haraeus (Floris van der Haer), die waarschijnlijk zijn bloedverwant was, en afkomstig uit een Utrechts geslacht (hoewel geboren te Leuven).

## Haraeus als schrijver
Haraeus publiceerde als geestelijke voornamelijk theologische werken, over heiligenlevens, kerkelijke en wereldlijke tijdrekenkunde. Zijn eerste historische werk is een samenvatting van de gebeurtenissen vanuit katholiek standpunt, ter bestrijding van de Opstand tegen Filips II, dat in 1612 als pamflet verscheen onder de titel Onpartijdighe verclaringhe der oorsaken des Nederlantsche oorloghs sedert t'jaer 1566 tot 1608. Hij verwierp hierin de opvattingen zoals verwoord in Justificatie of Deductie (1587) door François Vranck, en Tractaet vande oudtheyt vande Batavische nu Hollandsche republique (1610) door Hugo de Groot. Vranck repliceerde met diens Wederlegghinghe, van een seker boecxken, uyt ghegheven by Franch. Verhaer, ghenaemt Onpartijdighe verclaringhe der oorsaken vande Ned. oorloghe, sedert den jare 1566 (1618).
Haraeus' latere, driedelige werk over de geschiedenis van Brabant heeft hij voornamelijk gebaseerd op het werk van Van Meteren, Joachim Hopperus en Florentius van der Haer. Het was compilatiewerk, soms woordelijk overgenomen. In zijn tijd pleegde men daar volgens algemene opvattingen geen plagiaat mee. Ook de kaart van Europa uit ca. 1615-1624 heeft veel gelijkenis met de kaart van Europa van Abraham Ortelius uit 1597.

Na 1623 heeft Haraeus het derde gedeelte, de geschiedenis van de opstand, nog omgewerkt en aangevuld. Deze bewerking (die in 1776 in de bibliotheek van J.B. Verdussen te Antwerpen in handschrift aanwezig was) is nimmer gedrukt. In de  Annales Ducum Brabantiae gaf Haraeus een officiële beschouwing over de opstand. Niet als jurist maar als belezen historicus die bewust de feiten kiest en rangschikt. Hij draagt dit werk op aan Isabella. Het manuscript bevat in de dedicatie een aantekening dat aartshertog Albertus persoonlijk een deel heeft goedgekeurd.
Haraeus blik beperkte zich tot de vaderlandse geschiedenis. Hij had een slechte stijl van schrijven. Hij noemt weinig of geen stukken ter onderbouwing van zijn beweringen. Hij was fel anti-protestant en scherp in zijn taal wat waarschijnlijk veroorzaakt was door zijn ballingschap. Hij zag Oranje als de verpersoonlijking van alles wat calvinisten en ketters in de ogen van de katholieken afschuwelijk maakte. Oranje was de man die door zijn eerzucht en na-ijver de problemen veroorzaakte, waardoor de vredesonderhandelingen steeds mislukten. Na de dood van Oranje legde Verhaer de oorzaak bij de Staten van Holland. Nu zijn zij de zondebok, zij die als geuzen uit het volk zijn voortgekomen.
Haraeus had een groot ontzag voor de vorst: de vorst zegt het en dús is het zo.

## Werken

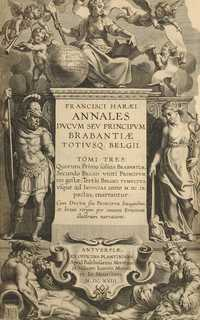
Titelblad ANNALES DVCVM SEV PRINCIPVM BRABANTIAE TOTIVSQ BELGII, FRANCISCUS HARAEUS (1623)

- Quinquaginta-duae vitae sanctorum selectiores simul et communiores hoc est, pro unaquaque, si libet, anni dominica vnum aliquod insignius vitae verè Christianae exemplar, sparsim ad instructionem omnis generis hominum. Opusculum epitomasticōs collectum ex prolixioribus vitis doctissimi fratris Laurentij Surij (Antwerpen 1588)
- Vitae sanctorum, ex probatissimis authoribus, et potissimum ex Surio, brevi compendio summa fide collectae (lic.; Antwerpen 1590).
- Olympiades et fasti concordi serie historiae sacrae et non sacrae usque ad Christum passum, in quo complentur septuaginta hebdomadae apud Danielem cap. 9 ab angelo predictae, chronico Eusebii priscae alioqui auctoritatis libro multis in locis ex sacris litteris, Iosepho, Herodoto, Polybio, Diodoro Siculo, T. Livio, Dionysio Halicarnassae, aliisque eiusce classis auctoribus castigato, Pseudo-Beroso autem et sociis penitus explosis (Keulen 1602).
- Onpartijdighe verclaringhe der oorsaken des Nederlantsche oorloghs sedert t'jaer 1566 tot 1608. t'samen van de principale lantsprivilegien. Oock wat nieus van de eerste palen van Hollant (Antwerpen 1612)
- Concordia historiae sacrae et profanae per olympiades et fastos. Ex optimis scriptoribus graecis et latinis stabilita a Roma condita usque Christum passum (Antwerpen 1614).
- Annales ducum seu principum Brabantiae totiusq Belgii. Tomi tres: quorum primo solius Brabantiae, secundo Belgii uniti principum res gestae; tertio Belgici tumultus, usque ad inducias anno MDCIX pactas, enarrantur. Cum ducum seu principum imaginibus, et brevi rerum per omnem Europam illustrium narratione (3 dln.; Antwerpen 1623)[3]
- Epitome Catenae aureae D. Thomae in IV Evangelia concinnabat et scholiis illustrabat Franciscus Haraeus (1625)
- Expositiones SS. Patrum in omnes Epistols S. Pauli Apostoli (1627), waarvan zich een exemplaar bevindt in de Koninklijke Bibliotheek in Den Haag.
- Biblia sacra Vulgatae editionis... recognita atque edita cum expositionibus priscorum patrum... Adjecta sunt et scholia... quibus haeretici abutuntur (1630)